# Pattinaggio di velocità ai XXI Giochi olimpici invernali - 1000 m maschile
La gara dei 1000 m maschile ai XXI Giochi olimpici invernali si è svolta il 17 febbraio 2010 al Richmond Olympic Oval, ed è stata vinta dallo statunitense Shani Davis, che era il campione olimpico uscente.

## Record
Prima di questa competizione, i record mondiali ed olimpici erano i seguenti.
| Record mondiale | Shani Davis ( Stati Uniti)      | 1'06"42 | Salt Lake City      | 7 marzo 2009     |
| Record olimpico | Gerard van Velde ( Paesi Bassi) | 1'07"18 | Salt Lake City 2002 | 16 febbraio 2002 |

## Risultati
| Pos. | Batteria | Nome                      | Nazione       | Tempo    | Distacco |
| ---- | -------- | ------------------------- | ------------- | -------- | -------- |
|      | 19       | Shani Davis               | Stati Uniti   | 1'08"94  |          |
|      | 16       | Mo Tae-Bum                | Corea del Sud | 1'09"12  | +0"18    |
|      | 16       | Chad Hedrick              | Stati Uniti   | 1'09"32  | +0"38    |
| 4    | 12       | Stefan Groothuis          | Paesi Bassi   | 1'09"45  | +0"51    |
| 5    | 18       | Mark Tuitert              | Paesi Bassi   | 1'09"48  | +0"54    |
| 6    | 13       | Simon Kuipers             | Paesi Bassi   | 1'09"65  | +0"71    |
| 7    | 12       | Nick Pearson              | Stati Uniti   | 1'09"79  | +0"85    |
| 8    | 17       | Mika Poutala              | Finlandia     | 1'09"85  | +0"91    |
| 9    | 17       | Lee Kyu-Hyeok             | Corea del Sud | 1'09"92  | +0"98    |
| 10   | 14       | Trevor Marsicano          | Stati Uniti   | 1'10"11  | +1"17    |
| 11   | 13       | Yevgeny Lalenkov          | Russia        | 1'10"14  | +1"20    |
| 12   | 14       | Jan Bos                   | Paesi Bassi   | 1'10"29  | +1"35    |
| 13   | 18       | Denny Morrison            | Canada        | 1'10"30  | +1"36    |
| 14   | 11       | Jeremy Wotherspoon        | Canada        | 1'10"35  | +1"41    |
| 15   | 3        | Mikael Flygind Larsen     | Norvegia      | 1'10"38  | +1"44    |
| 16   | 10       | Samuel Schwarz            | Germania      | 1'10"45  | +1"51    |
| 17   | 4        | Tadashi Obara             | Giappone      | 1'10"51  | +1"57    |
| 18   | 19       | Mun Jun                   | Corea del Sud | 1'10"68  | +1"74    |
| 19   | 9        | Håvard Bøkko              | Norvegia      | 1'10"73  | +1"79    |
| 20   | 3        | François-Olivier Roberge  | Canada        | 1'10"75  | +1"81    |
| 21   | 7        | Dmitry Lobkov             | Russia        | 1'10"795 | +1"85    |
| 22   | 11       | Aleksey Yesin             | Russia        | 1'10"797 | +1"85    |
| 23   | 1        | Denis Kuzin               | Kazakistan    | 1'10"88  | +1"94    |
| 24   | 15       | Kyle Parrott              | Canada        | 1'10"89  | +1"95    |
| 25   | 15       | Nico Ihle                 | Germania      | 1'11"04  | +2"10    |
| 26   | 2        | Teruhiro Sugimori         | Giappone      | 1'11"13  | +2"19    |
| 27   | 5        | Konrad Niedźwiedzki       | Polonia       | 1'11"24  | +2"30    |
| 28   | 6        | Roman Krech               | Kazakistan    | 1'11"27  | +2"33    |
| 29   | 1        | Ryohei Haga               | Giappone      | 1'11"46  | +2"52    |
| 30   | 8        | Matteo Anesi              | Italia        | 1'11"51  | +2"57    |
| 31   | 2        | Wang Nan                  | Cina          | 1'11"82  | +2"88    |
| 32   | 10       | Maciej Ustynowicz         | Polonia       | 1'12"10  | +3"16    |
| 33   | 6        | Ermanno Ioriatti          | Italia        | 1'12"15  | +3"21    |
| 34   | 4        | Tuomas Nieminen           | Finlandia     | 1'12"26  | +3"32    |
| 35   | 5        | Christoffer Fagerli Rukke | Norvegia      | 1'12"31  | +3"37    |
| 36   | 9        | Lee Ki-Ho                 | Corea del Sud | 1'12"33  | +3"39    |
| 37   | 7        | Keiichiro Nagashima       | Giappone      | 1'12"71  | +3"77    |
| 38   | 8        | Aleksandr Lebedev         | Russia        | 1'12"78  | +3"84    |